# Pillow of Death
Pour plus de détails, voir Fiche technique et Distribution.
Pillow of Death est un film américain réalisé par Wallace Fox, sorti en 1945.

## Fiche technique
- Titre : Pillow of Death
- Réalisation : Wallace Fox
- Scénario : George Bricker et Dwight V. Babcock
- Photographie : Jerome Ash
- Société de production : Universal Pictures
- Pays d'origine : États-Unis
- Format : Noir et blanc - 1,37:1 - Mono
- Genre : horreur
- Date de sortie : 1945

## Distribution
- Lon Chaney Jr. : Wayne Fletcher
- Brenda Joyce : Donna Kincaid
- J. Edward Bromberg : Julian
- Rosalind Ivan : Amelia Kincaid
- Clara Blandick : Belle Kincaid
- George Cleveland : Samuel Kincaid
- Wilton Graff : Capitaine de police McCracken
- Bernard Thomas : Bruce Malone